# Coleophora detractella
Coleophora detractella é uma espécie de mariposa do gênero Coleophora pertencente à família Coleophoridae.